# Brian Gibbons
Brian Gibbons, född 26 februari 1988, är en amerikansk före detta professionell ishockeyspelare. Efter att ha spelat collegeishockey för Boston College Eagles under fyra säsonger skrev Gibbons NHL-avtal med Pittsburgh Penguins 2011. Han tillbringade tre säsonger med klubben, men spelade främst för Penguins farmarlag, Wilkes-Barre/Scranton Penguins i AHL. Under sin sista säsong i klubben blev han uttagen att spela i AHL:s All Star-match. Mellan säsongerna 2014/15 och 2019/20 varvade han spel i NHL med spel i AHL och spelade för handfull olika klubbar: Columbus Blue Jackets, New Jersey Devils, Anaheim Ducks, Ottawa Senators och Carolina Hurricanes i NHL, samt Springfield Falcons, Hartford Wolf Pack, Albany Devils och Charlotte Checkers i AHL.
Efter nio säsonger i AHL och NHL lämnade Gibbons Nordamerika för spel i Europa år 2020. Efter en säsong med HC Lausanne i den schweiziska National League värvades han i juni 2021 av Linköping HC i SHL, där han fick större delen av säsongen spolierad på grund av en skada. Sedan augusti 2022 tillhör han den tyska klubben ERC Ingolstadt i DEL.
Gibbons gjorde landslagsdebut under VM i Danmark 2018 där han tog ett brons med USA.

## Karriär

### Klubblag

#### 2007–2020: College, AHL och NHL
Gibbons gick på Boston College mellan 2007 och 2011 och tillbringade fyra säsonger med Boston College Eagles som han vann NCAA-mästerskapet med 2008 och 2010. Gibbons blev aldrig draftad av något NHL-lag men skrev ett tvåårigt entry level-kontrakt värt 1,8 miljoner dollar med Pittsburgh Penguins den 4 april 2011. Den följande säsongen tillbringade han med Penguins farmarlag Wilkes-Barre/Scranton Penguins i AHL. Han gjorde AHL-debut den 8 oktober 2011 i en match mot Hershey Bears. I samma match gjorde han sitt första AHL-mål, på Dany Sabourin. På 70 grundseriematcher stod Gibbons för 30 poäng, varav elva mål. I det efterföljande Calder Cup-slutspelet slog laget ut just Bears i åttondelsfinal med 3–2 i matcher, innan man besegrades av St. John's Icecaps i den följande rundan med 4–3 i matcher. Gibbons gick poänglös ur de nio matcher han spelade. Under sitt andra år av kontraktet spelade Gibbons åter endast Wilkes-Barre/Scranton och tangerade sin poängnotering från föregående år. Han gjorde sitt poängmässigt bästa Calder Cup-slutspel då han stod för åtta poäng på 15 matcher (tre mål, fem assist). Laget tog sig till semifinalspel där man dock förlorade mot Syracuse Crunch med 4–1 i matcher.
Den 29 juli 2013 skrev Gibbons en ettårig kontraktsförlängning med Pittsburgh till ett värde av 550 000 dollar. Han inledde säsongen 2013/14 i AHL där han stod för 14 poäng på den inledande åtta matcherna. Han blev i november 2013 uppkallad till NHL för första gången och gjorde sitt första NHL-mål i sin debutmatch, den 18 november 2013. Han gjorde mål på sitt första skott, på Viktor Fasth, i en 3–1-seger mot Anaheim Ducks och stod också för en assistpoäng. Totalt spelade han 41 grundseriematcher för Penguins i NHL och noterades för 17 poäng, varav fem mål. I AHL blev han uttagen att spela All Star-matchen. För tredje säsongen i följd stod han för 30 poäng (11 mål, 19 assist) i AHL:s grundserie, denna gång på 28 spelade matcher.
Efter säsongens slut lämnade Gibbons Penguins och skrev den 4 juli 2014 som free agent ett ettårsavtal med Columbus Blue Jackets, värt 750 000 dollar. Han inledde säsongen 2014/15 med Blue Jackets farmarlag Springfield Falcons i AHL. Han spelade med Falcons oktober ut innan han flyttades upp till NHL där han i sin debut för Blue Jackets noterades för två assistpoäng i en 3–2-förlust mot New Jersey Devils. Gibbons spelade med Blue Jackets fram till mars 2015 innan han avslutade säsongen med Falcons i AHL. På 25 NHL-matcher noterades han för fem assistpoäng. I AHL stod han för tre mål och åtta assist på 26 matcher. Gibbons skrev på ett ettårskontrakt med New York Rangers värt 600 000 dollar den 1 juli 2015. Därefter skickades han ner till Rangers farmarlag Hartford Wolf Pack i AHL, där han tillbringade hela säsongen. Efter en poängmässigt stark inledning av säsongen, med sju poäng på sex matcher, avtog Gibbons poängutdelning något. På 63 grundseriematcher stod han för 23 poäng (6 mål, 17 assist).
Då han inte lyckats ta en plats i Rangers lämnade han klubben som free agent vid säsongens slut. Då han inte lyckats få något nytt NHL-avtal skrev han ett try out-avtal med New Jersey Devils den 15 september 2016. Den 4 oktober 2016 skrev han på ett ettårskontrakt med Devils farmarlag Albany Devils i AHL. Efter en lyckad säsong i AHL, där han i grundserien gjorde sin poängbästa notering (36), erbjöds han den 1 juli 2017 ett tvåvägsavtal på ett år, till ett värde av 650 000 dollar, med New Jersey Devils. Gibbons gjorde därefter sin poängmässigt bästa säsong i NHL då han noterade personbästa i antal mål (12), assist (14) och poäng (26), på 59 grundseriematcher.
Den 2 juli 2018 skrev han på ett ettårskontrakt värt 1 miljon dollar med Anaheim Ducks. Den följande säsongen noterades han för två mål och tre assistpoäng på 44 poäng med Ducks innan han hamnade på waiverslistan den 15 februari 2019. Då han inte lyckats nå en liknande poängproduktion som tidigare skickades han ner till Ducks farmarlag i AHL, San Diego Gulls. Gibbons hann dock aldrig spela för klubben då han bytts bort mot Patrick Sieloff till Ottawa Senators den 25 februari 2019. Gibbons producerade omedelbart offensivt för Senators, som låg i bottenskiktet av NHL, då han noterades för 14 poäng, varav sex mål, på 20 matcher i slutet av grundserien. Den 4 juli 2019 meddelades det att Gibbons skrivit ett tvåvägs ettårsavtal, till ett värde av 725 000 dollar, med Carolina Hurricanes. Gibbons tillbringade den följande säsongen både med Hurricanes och farmarlaget Charlotte Checkers i AHL. På 15 NHL-matcher gick han poänglös, medan han på 26 matcher för Checkers stod för 18 poäng (4 mål, 14 assist).

#### 2020–2023: Spel i Europa
Den 28 juli 2020 stod det klart att Gibbons lämnat Nordamerika då han skrivit ett ettårsavtal med den schweiziska klubben HC Lausanne i National League. Han gjorde debut för Lausanne och i NL den 1 oktober samma år i en 5–2-seger mot SCL Tigers. I sin fjärde match för klubben, den 10 oktober, noterades han för sitt första mål i NL, på Sandro Aeschlimann, i en 4–3-seger mot HC Davos. Lausanne slutade på fjärde plats i grundserien där Gibbons stod för 33 poäng på 46 matcher (11 mål, 22 assist). I det följande slutspelet slogs laget ut i kvartsfinalserien med 4–2 i matcher mot SCL Tigers. På dessa matcher noterades Gibbons för två assistpoäng.
Den 29 juni 2021 meddelades det att Gibbons lämnat Schweiz för spel med Linköping HC i SHL, då han skrivit ett ettårsavtal med klubben. Han gjorde SHL-debut den 11 september 2021 i en 5–2-förlust mot Luleå HF. Gibbons spelade endast 17 matcher i inledningen av säsongen innan han skadade sig och senare tvingades till en fotoperation, vilket gjorde att han missade resten av säsongen.
Efter en säsong i Sverige bekräftades det den 1 augusti 2022 att Gibbons skrivit ett ettårskontrakt med den tyska klubben ERC Ingolstadt i DEL. Han spelade de elva första matcherna av grundserien innan han ådrog sig en skada. Han spelade sedan inte mer för klubben och på dessa matcher noterades han för två mål och lika många assistpoäng.

### Landslag
Gibbons blev uttagen till USA:s trupp till VM i Danmark 2018. Han gjorde A-landslagsdebut i USA:s öppningsmatch mot Kanada, där man vann med 5–4 efter straffläggning. Laget tog sig vidare till kvartsfinalspel efter att man slutat på andra plats i grupp B. I kvartsfinalen slog USA ut Tjeckien med 3–2, innan man besegrades med 6–0 av Sverige i semifinal. Gibbons spelade inte i den efterföljande bronsmatchen som USA vann med 4–1 mot Kanada. Han gick poänglös ur de sju matcher han spelade.

## Statistik

### Klubblag
| 2011–12    | WBS Penguins          | AHL        | 70  | 11 | 19  | 30  | 26  | 9  | 0 | 0 | 0  | 8  |
| 2012–13    | WBS Penguins          | AHL        | 70  | 8  | 22  | 30  | 34  | 15 | 3 | 5 | 8  | 22 |
| 2013–14    | WBS Penguins          | AHL        | 28  | 11 | 19  | 30  | 43  | 10 | 1 | 2 | 3  | 18 |
| 2013–14    | Pittsburgh Penguins   | NHL        | 41  | 5  | 12  | 17  | 6   | 8  | 2 | 1 | 3  | 2  |
| 2014–15    | Springfield Falcons   | AHL        | 26  | 3  | 8   | 11  | 14  | —  | — | — | —  | —  |
| 2014–15    | Columbus Blue Jackets | NHL        | 25  | 0  | 5   | 5   | 8   | —  | — | — | —  | —  |
| 2015–16    | Hartford Wolf Pack    | AHL        | 63  | 6  | 17  | 23  | 30  | —  | — | — | —  | —  |
| 2016–17    | Albany Devils         | AHL        | 72  | 16 | 20  | 36  | 38  | 4  | 1 | 0 | 1  | 2  |
| 2017–18    | New Jersey Devils     | NHL        | 59  | 12 | 14  | 26  | 20  | 2  | 0 | 0 | 0  | 0  |
| 2018–19    | Anaheim Ducks         | NHL        | 44  | 2  | 3   | 5   | 16  | —  | — | — | —  | —  |
| 2018–19    | Ottawa Senators       | NHL        | 6   | 8  | 14  | 4   | —   | —  | — | — | —  |    |
| 2019–20    | Charlotte Checkers    | AHL        | 26  | 4  | 14  | 18  | 40  | —  | — | — | —  | —  |
| 2019–20    | Carolina Hurricanes   | NHL        | 15  | 0  | 0   | 0   | 4   | —  | — | — | —  | —  |
| 2020–21    | HC Lausanne           | NL         | 46  | 11 | 22  | 33  | 58  | 6  | 0 | 2 | 2  | 4  |
| 2021–22    | Linköping HC          | SHL        | 17  | 0  | 1   | 1   | 8   | —  | — | — | —  | —  |
| 2022–23    | ERC Ingolstadt        | DEL        | 11  | 2  | 2   | 4   | 8   | —  | — | — | —  | —  |
| AHL totalt | AHL totalt            | AHL totalt | 355 | 59 | 119 | 178 | 225 | 38 | 5 | 7 | 12 | 50 |
| NHL totalt | NHL totalt            | NHL totalt | 204 | 25 | 42  | 67  | 58  | 10 | 2 | 1 | 3  | 2  |

### Internationellt
| År     | Lag    | Turnering | Matcher | Mål | Assists | Poäng | Utv. |
| ------ | ------ | --------- | ------- | --- | ------- | ----- | ---- |
| 2018   | USA    | VM        | 7       | 0   | 0       | 0     | 2    |
| Totalt | Totalt | Totalt    | 7       | 0   | 0       | 0     | 2    |